# ويليام هاميلتون (عالم نبات)
ويليام هاميلتون (بالإنجليزية: William Hamilton)‏ (و. 1783 – 1856 م) هو عالم نبات، وطبيب من مملكة أيرلندا، والمملكة المتحدة لبريطانيا العظمى وأيرلندا، ومملكة بريطانيا العظمى، ولد في كورك، توفي في بليموث، عن عمر يناهز 73 عاماً.